# Vallée de la Guisane
La vallée de la Guisane, du nom de la rivière qui draine ses eaux, est la vallée des Hautes-Alpes qui descend du col du Lautaret et débouche vers l'est à Briançon dans la vallée de la Durance. Elle fait donc partie du Briançonnais.

## Lieux et monuments
- Serre Chevalier, station de ski
- Saint-Chaffrey
- Chantemerle
- La Salle-les-Alpes
- Le Monêtier-les-Bains
- Les Guibertes
- Le Freyssinet